# Долна Кабда
До̀лна Ка̀бда е село в Североизточна България. То се намира в община Попово, област Търговище.

## География
Селото е разположено в хълмиста местност, край един от притоците на река Черни лом, наричан Кабденска река, на вече второстепенен път, свързващ градовете Попово и Търговище. Състои се от две махали — Горна и Долна. Намира се на около 16 км югоизточно от Попово, 27 км западно от Търговище и 20 км северозападно от Омуртаг. Граничи със селата Марчино, Горна Кабда, Конак и Коноп. Смята се, че е съществувало от преди 600 — 650 години, и че е по-старо от село Горна Кабда, което е най-близкото село.

## Кратка историческа справка

### Античност и Средновековие
В землището на Долна Кабда, при разкопки на късноантична крепост и средновековна крепост, са открити находки от античния период, съдържащи тракийско въоръжение..

### Османски период
Старото му име до 1882 г. е Кабда Долня. В османски данъчен регистър от края на 17 век, то е записано като „Капдагъ“ и е принадлежало към кааза Али клисе (дн. Омуртаг) с общо 50 души пълнолетни мъже — християни. Споменават се старите български имена като Герги, Драган, Станю, Станчо, Йовчо, Желез, Никола, Димитър, Велико, Иван, Тодор и др., характерни за региона в близкото минало.
Според старите жители село Долна Кабда е заселено около 100 г. по-рано от съседното село Горна Кабда. През 1874 г. в селото е имало 68 мохамедански и 72 немохамедански къщи. Старите турци наричали селото още „Аша кьой“.

### СледОсвобождението
След Освобождението в селото се заселват първоначално 9 семейства от село Конак и от селцата и колибите в Еленския Балкан — Балуци, Горско Ново село, Вълчовци, Енчовци, Ракево, Врачанско и Твърдица, Сливенско и др.
През 30-те год на 20 век започват масово да се изселват турците от Долна Кабда, като на тяхно място идват още много заселници от Еленско и Кюстендилско (50 — 60 семейства) от селцата Мазарачево, Кършалево, Еремия, Церовица, Коприва, Ломница, Ивановци, Чудинци, Рашка гращица, Блатец, Долно село, Цървеняно и др.
През 1934 г. се прави опит да се смени името на селото на Крушовица, заради многото разпръснати крушови дървета в землището му, но то не се приема от държавната комисия, защото тя стига до извода че думата „Кабда“ има стар български произход и остава старото име.
В селото имало турско училище, а българското било открито през 1928 г. Сега и двете отдавна са закрити. Децата от Долна Кабда получават основното си образование в училището на село Априлово, а след неговото закриване през 2008 г. — в село Светлен. През 60-те години има нова голяма вълна заселници от селата на Кюстендилско.

### През социализма
През 50-те години на 20 век, поради липса на поминък за препитание започва изселването на българското християнско население от селото в посока на селата Светлен, Невски и градовете Попово, Търговище, Стражица и Велико Търново. През 1978 г. в селото вече няма живеещо българско християнско население. Турскоезичното население, макар и намаляло в сравнение с по-далечното минало, живее там и до днес. Препитава се от земеделие, дребно животновъдство, а по-младите работят основно в град Търговище.
По-големите български родове, които заселили в миналото селото и които отдавна са се разпръснали из градовете и селата на България, са били: Балабановите, Бахчуванджиеви, Караколювите, Мицоолу, а старите турски родове на селото били: Джарджиолоар, Караюмероолар, Караюсеиноолар, Хатипоолар, Шабаноолар и др.

### Хипотезиза произхода на думата (името)„кабда“
1. Първите заселници направили чешма с чучур от кора на дърво (от турски „кап“), наричана от населението „Каптан чешме“, откъдето като „капта“, „кабда“ дошло и името на селото.
2. От прабългарски език, от думата „кап“, означаваща идол, като се предполага, че в близост на днешното село е имало старобългарско или славянско светилище (езически храм с идоли, капище), дало името и на селото.
3. От „кап да“, с тюркски произход на думите, означаващи каньон, тясна пролука, цепнатина, превеждано още и като планински проход.
4. От дако-мизийски произход, означаващо селищно име.
5. Кабда е старо турска дума и означава предмет за събиране на жито в хармана.

## Религии
Днешните жители на селото са изцяло мюсюлмани, изповядващи исляма, но в селото има запазена и до днес, неработеща евангелистка (протестантска) църква, построена след 1944 г. от живеещото тогава в селото многобройно българско население, която се руши от времето. Селото разполага и с две джамии – по една във всяка махала, по-старата, от които се намира в Горната махала и се предполага, че е на около 350 години, а за джамията в Долната махала се предполага, че е над 200-годишна.

## Обществени институции
- Кметство;
- Евангелистки (протестанстки) храм – недействащ, за който жителите на селото твърдят, че е бил построен след 1944 г.;
- Две джамии;
- Читалище „Надежда“;
- Целодневна детска градина „6-те ястребинчета“ (закрита през 2008 г.);

## Културни и природни забележителности

### Крепостта до селото
Ранновизантийската крепост, намираща се на 2 км югоизточно от
селото е изградена почти върху върха на третия поред стръмен хълм, от веригата хълмове, части от Преславската планина, разположени в посока на село Горна Кабда.
Мястото отстои на около 30 минути нормален ход от центъра на селото, но само до подножието на хълма с калето. Самата крепост е с неправилна форма и площ от около 15 — 20 декара и все още добре личи върху терена, макар че е силно обрасла с млада широколистна гора. Зидовете на крепостните стени имат дебелина между 2,80 и 3,00 м. Археологически проучвания са извършени през 1960 и 1961 г. от специалисти от Исторически музей — Търговище. Разкопан е входът ѝ, защитен от две петоъгълни кули и основите на няколко сгради във вътрешността.
Крепостта е съществувала в периода V–VI век, като животът в нея е подновен по времето на Първото българско царство и е продължил и през Второто българско царство.
Сега вътрешността ѝ е в много лошо състояние, главно поради хаотичното ѝ разкопаване от иманяри, оставили след себе си изкоренени дървета, купища изхвърлена пръст и огромно количество камъни. На места в многобройните иманярски изкопи се виждат оголени каменни зидове от различните сгради. В резултат на иманярските разкопки е разкрита допълнително около 10 м отсечка от източната крепостна стена, в която се е отворила една скрита малка порта (потерна), преминаваща през целия зид.
Материалите от археологическите проучвания се съхраняват в Исторически музей — Търговище.
Обявена е за паметник на културата в Държавен вестник, брой 70 от 31.08.1976 г.!

## Редовни събития
няма

## Личности
- Колю Д. Златев – загинал в сраженията за освобождението на град Тутракан през септември 1916 г. по време на Първата световна война;
- Мехмед Ахмедов (Тилки) – партизански ятак и личен ятак на командира на Омуртагския партизански отряд Петър Иванов Неделчев (Кабдалията). Убит по време на разпит от полицаите в сградата на старата селска община (днес народно читалище) на 8 февруари 1944 г.